# Canton de la Rochelle-4
Le canton de la Rochelle-4 est une ancienne division administrative française de la ville de La Rochelle, située dans le département de la Charente-Maritime et la région Poitou-Charentes.

## Géographie
Ce canton était organisé autour de La Rochelle dans l'arrondissement de La Rochelle. Son altitude variait de 0 m (La Rochelle) à 28 m (La Rochelle) pour une altitude moyenne de 4 m.

## Représentation

### Conseillers généraux du canton de la Rochelle-4 (de 1973 à 2015)
| Période | Période | Identité          | Étiquette   | Qualité |
| ------- | ------- | ----------------- | ----------- | --- |
| 1973    | 1985    | Léon Belly        | PCF         | Employé S.N.C.F. Conseiller municipal puis adjoint au maire de La Rochelle (1953-1989) Elu en 1985 dans le Canton d'Aytré |
| 1985    | 2004    | Jean Harel        | RPR         | Entrepreneur du bâtiment Conseiller municipal de La Rochelle Vice-Président du Conseil général                            |
| 2004    | 2011    | Dominique Morvant | UMP         | Conseillère municipale de La Rochelle vice-présidente du conseil général de la Charente-Maritime                          |
| 2011    | 2015    | Patricia Friou    | PS puis DVG | Adjointe au maire de La Rochelle (2014-2019) Suppléante du député Olivier Falorni                                         |

### Conseillers généraux du canton de la Rochelle-Est (de 1833 à 1973)
| Période | Période           | Identité                           | Étiquette            | Qualité |
| ------- | ----------------- | ---------------------------------- | -------------------- | --- |
| 1833    | 1836              | Pierre Simon Callot aîné           |                      | Négociant Maire de La Rochelle (1830-1834) |
| 1836    | 1852              | Jean-Jacques Rasteau               | Centre gauche        | Négociant Maire de La Rochelle (1834-1841), conseiller d'arrondissement Député (1837-1846)                                                                                              |
| 1852    | 1864              | Adolphe Hyacinthe Beaussant        |                      | Avoué Maire de La Rochelle (1848-1860) |
| 1864    | 1871              | Nicolas Alexis Bouffar (1802-1887) |                      | Propriétaire, notaire et avoué à La Rochelle, conseiller d'arrondissement |
| 1871    | 1889              | Pierre Barbedette                  | Gauche               | Juge Député (1878-1885) Sénateur (1885-1901) |
| 1889    | 1889 (annulation) | Georges Laguerre                   | Républicain national | Rédacteur en chef du journal La Presse, La Rochelle |
| 1889    | 1901 (décès)      | Pierre Barbedette                  | Gauche               | Juge Député (1878-1885) Sénateur (1885-1901) |
| 1901    | 1907 (décès)      | Alcide Dessalines d'Orbigny        | Républicain          | Armateur Maire de La Rochelle (1893-1905) |
| 1907    | 1931 (décès)      | Ernest Vivier                      | Rad.                 | Négociant |
| 1931    | 1937              | Albert Miaux                       | Rad.                 | Avoué |
| 1937    | 1940              | Edmond Grasset (1894-1944)         | SFIO                 | Instituteur puis journaliste à La Rochelle Secrétaire de la fédération socialiste SFIO de la Charente-Inférieure Exécuté sommairement par des miliciens le 8 mai 1944 à Paris (Ve arr.) |
|         |                   |                                    |                      | |
| 1945    | 1951              | Henri Crespin (1902-1974)          | PCF                  | Ouvrier chaudronnier, conseiller municipal de La Rochelle |
| 1951    | 1958              | M. Charrier                        | RPF puis RS          | |
| 1958    | 1964              | Michel Noël                        | RS puis UNR          | Propriétaire-exploitant à Lagord Suppléant du député André Salardaine (1962-1968) |
| 1964    | 1973              | Léon Belly (1923-2005)             | PCF                  | Employé S.N.C.F. Conseiller municipal puis adjoint au maire de La Rochelle (1953-1989)                                                                                                  |

### Conseillers d'arrondissement du canton de La Rochelle-Est (de 1833 à 1940)
Le canton de La Rochelle-Est avait deux conseillers d'arrondissement.
| Période                                  | Période              | Identité                             | Étiquette   | Qualité |
| ---------------------------------------- | -------------------- | ------------------------------------ | ----------- | --- |
| 1833                                     | 1836                 | Jean-Jacques Rasteau                 |             | Négociant, maire de La Rochelle (1834-1841)                                                                 |
| 1833                                     | 1836                 | M. Michel                            |             | Conseiller municipal de La Rochelle                                                                         |
| 1836                                     | 1848                 | Antoine Philippe Lanusse (1778-1856) |             | Négociant à La Rochelle, Président du Tribunal de commerce                                                  |
|                                          |                      |                                      |             | |
| 1852                                     | 1864                 | Nicolas Alexis Bouffar               |             | Avoué et notaire à La Rochelle                                                                              |
| 1852                                     |                      | M. Arnoux                            |             | |
|                                          |                      |                                      |             | |
| 1889                                     | 1910                 | Ernest Vivier                        | Républicain | Colonel, propriétaire à La Rochelle                                                                         |
| 1898                                     | 1910 (décès)         | Alphonse Lalère                      |             | Conseiller municipal d'Aytré                                                                                |
| 1910                                     | 1919                 | Louis Appraillé (1842-1930)          |             | Instituteur puis inspecteur primaire, maire de Lagord                                                       |
| 1910                                     | 1919                 | Eugène Decout                        |             | Maire de La Rochelle (1905-1920), Président du Conseil d'arrondissement                                     |
| 1919                                     | 25 nov. 1939 (décès) | Edgar Jodet-Angibaud                 | Radical     | Directeur d'une usine d'engrais, maire de La Rochelle (1929-1930)                                           |
| 1919                                     | 1922                 | Paul Martin                          |             | Conseiller municipal de La Rochelle                                                                         |
| 1922                                     | 1940                 | Maxime Vaché                         | Radical     | Propriétaire à Aytré                                                                                        |
| 1940                                     |                      |                                      |             | Les conseils d'arrondissement ont été suspendus par la loi du 12 octobre 1940 et n'ont jamais été réactivés |
| Les données manquantes sont à compléter. |                      |                                      |             | |

## Composition

### Canton de La Rochelle Est (de 1833 à 1973)
Communes de :
- La Rochelle (est)
- Angoulins
- Aytré
- Dompierre
- Lagord
- Périgny
- Puilboreau

### Canton de La Rochelle-4 (de 1973 à 2015)
Le canton de la Rochelle-4 se composait d’une fraction de la commune de La Rochelle. Il comptait 11 647 habitants (population municipale) au 1er janvier 2012.
| Nom                     | Code Insee | Intercommunalité  | Population (dernière pop. légale)               |
| ----------------------- | ---------- | ----------------- | ----------------------------------------------- |
| La Rochelle (chef-lieu) | 17300      | CA de La Rochelle | Fraction : 11 647(2012) Commune : 74 998 (2014) |

## Démographie
| 1975 | 1982 | 1990   | 1999   | 2006   | 2011   | 2012   |
| ---- | ---- | ------ | ------ | ------ | ------ | ------ |
| -    | -    | 11 306 | 11 641 | 12 245 | 11 378 | 11 647 |